# Cassidinella akania
Cassidinella akania är en kräftdjursart som beskrevs av Bruce 1994. Cassidinella akania ingår i släktet Cassidinella och familjen klotkräftor. Inga underarter finns listade i Catalogue of Life.